# Tajvani széró
A tajvani széró (Capricornis swinhoei) az emlősök (Mammalia) osztályának párosujjú patások (Artiodactyla) rendjébe, ezen belül a tülkösszarvúak (Bovidae) családjába és a kecskeformák (Caprinae) alcsaládjába tartozó faj.
Ezt az állatot korábban a gorálok (Naemorhedus) közé sorolták be, Naemorhedus swinhoei név alatt.

## Előfordulása
Tajvan szigetén honos. A sziget egyetlen tülkösszarvú emlősállata. Elsősorban hegyvidéki erdőkben élő faj, 200 méteres magasság alatt nem fordul elő. A hegyekben akár 1000 méteres magasságokba is felhatol.

## Megjelenése
Testhossza 80-114 centiméter, tömege 25-35 kilogramm. Szőrzete barnás, a hasa és a torka sárgás. Rövid 10-20 cm-es, fekete szarvai vannak.

## Életmódja
Elsősorban alkonyatkor és éjszaka aktív faj. Tápláléka levelekből, hajtásokból és fűfélékből áll. Magányosan élő, igen territoriális faj.

## Szaporodása
A nőstény 7 hónapos vemhesség után többnyire egyetlen utódot hoz a világra.